# Kōshō
Kōshō (孝昭天皇, Kōshō Tennō; fl. V-IV secolo a.C.) è stato il quinto imperatore del Giappone ad apparire nella tradizionale lista degli imperatori.
Il suo nome significa, letteralmente, manifestazione filiale.
Nessuna data certa può essere ricondotta al suo regno e lui stesso viene indicato dagli storici come uno degli imperatori leggendari. Nel Kojiki e nel Nihonshoki sono registrati solo il suo nome e la sua genealogia. Si crede per tradizione alla sua esistenza storica (che viene tuttavia negata da recenti studi) ed è onorato presso una tomba identificata come sua.